# Soira
Soira (3018 m n. m.) je hora v Eritrejské vysočině (podcelek Etiopské vysočiny) ve východní Africe. Nachází se ve střední Eritreji v oblasti Debug. Leží na okraji Velké příkopové propadliny nedaleko pobřeží Rudého moře. Vrchol hory se nachází asi 100 km jihovýchodně od eritrejského hlavního města Asmary. Jedná se o nejvyšší horu Eritreje.
Na vrchol hory lze vystoupit z města Senafe (20 km).